# Dominika Gwit-Dunaszewska
Dominika Gwit-Dunaszewska (ur. 22 czerwca 1988 w Gdyni) – polska aktorka i osobowość medialna, kiedyś także dziennikarka.

## Rodzina i edukacja
Urodziła się w Gdyni i dorastała w Mostach. W młodości trenowała karate i pływanie, uczyła także gry na pianinie i śpiewu u prof. Aleksandey Bieg-Piasecznej. W okresie szkolnym brała udział w zajęciach teatralnych (m.in. do Teatru Muzycznego Junior w Gdyni) i kółkach filmowych, uczestniczyła w konkursach recytatorskich i poezji śpiewanej.
Jest absolwentką szkoły aktorskiej Lart Studio w Krakowie. Studiowała dziennikarstwo na Wyższej Szkole Dziennikarskiej im. Melchiora Wańkowicza w Warszawie i uczyła się na Wydziale Kulturoznawstwa Szkoły Wyższej Psychologii Społecznej w Warszawie. W grudniu 2012 zdała aktorski egzamin eksternistyczny w Związku Artystów Scen Polskich.

## Kariera zawodowa
Wystąpiła w kilku spektaklach Teatru Muzycznego Junior w Gdyni, m.in. zagrała Papugę w musicalu Szach i Papuga. Jako aktorka telewizyjna zadebiutowała występami w serialach paradokumentalnych, m.in. w W11 – Wydział Śledczy. W okresie studiów dorabiała, pracując w salonie Empik w Galerii Mokotów. W 2006 zagrała epizodyczną rolę w serialu Samo Życie. 
Ogólnopolską rozpoznawalność przyniosłą jej jedna z głównych ról w filmie Katarzyny Rosłaniec Galerianki (2009). Występowała na deskach Teatru Muzycznego w Gdyni, m.in. w roli bankierki w spektaklu Mały Książę oraz w głównej roli w musicalu Szach i Papuga. W latach 2010–2014 była dziennikarką Polskiej Agencji Prasowej, pracowała w redakcji lifestyle’owej – PAP Life. W 2013 wzięła udział w kampanii Społecznego Komitetu ds. AIDS „Kończ bez strachu” promującej bezpieczny seks. Kontynuowała karierę aktorską, grając drugoplanową rolę „Grubej” w serialu TVN w Przepis na życie (2011–2013). W latach 2014–2016 pracowała w agencji PR ZaZa Media, pełniąc funkcję specjalisty ds. public relations. Zagrała dziennikarkę w serialu Singielka (2015–2016).
Powszechne zainteresowanie mediów wzbudziła jej metamorfoza, najpierw utrata 50 kg, a później przytycie 25 kg. Dzięki swojej przemianie fizycznej zwyciężyła w plebiscycie Plejada Top Ten w kategorii metamorfoza roku. Została ambasadorką kampanii edukacyjno-informacyjnej „Jem drugie śniadanie”. Od marca 2015 do stycznia 2016 prowadziła cykl Odważ(e)ni w programie Dzień dobry TVN, w którym rozmawiała z osobami, które osiągnęły sukces w odchudzaniu, a w lutym 2016 została felietonistką portalu cosmopolitan.pl, z którym zakończyła współpracę po kilku miesiącach. W 2016 wydała (nakładem wydawnictwa Muza) swoją pierwszą książkę pt. „Moja droga do nowego życia”, a także była nominowana do Gwiazdy Plejady w kategorii „osobowość roku”.
W latach 2017–2022 była aktorką Teatru „Fabryka Marzeń” Kamili Polak, który prezentuje swoje tytuły podczas ogólnopolskich tras. W 2017 wzięła udział w siódmej edycji programu rozrywkowego Polsatu Dancing with the Stars. Taniec z gwiazdami, wcześniej trzykrotnie odrzuciła propozycję udziału w programie. Od 2023 kontynuuje ogólnopolskie trasy teatralne, grając w spektaklach różnych producentów teatralnych. 

## Życie prywatne
Ma młodszego o siedem lat brata, Daniela. Jest związana z Wojciechem Dunaszewskim, montażystą telewizyjnym, którego poznała w 2016 podczas premiery spektaklu 2 w Teatrze Hugonówka w Konstancinie. 22 czerwca 2017 zaręczyli się, a 7 lipca 2018 wzięli ślub. 18 stycznia 2023 urodziła syna.
Cierpi na otyłość i zespół metaboliczny.

## Filmografia
- 2006: Samo życie jako wychowanka Domu Dziecka w Warszawie
- 2009: Galerianki jako Kaja
- 2013–2014: Na Wspólnej jako Eliza
- 2011–2013: Przepis na życie jako Zosia „Gruba”, przyjaciółka Mani
- 2012: Ojciec Mateusz jako Anna Falińska (odc. 107)
- 2012–2014: Na dobre i na złe jako Laura
- 2015–2016: Singielka jako Gośka Lange
- 2017: Komisarz Alex jako pokojówka Agata (odc. 122)
- 2018–2019: Za marzenia jako Paulina Pyzal „Pyza” (odc. 1, 14)
- 2021: Kowalscy kontra Kowalscy jako Wanda, żona Stefana (odc. 12)
- 2021: Gierek jako sekretarka Gierka
- 2021: Inni ludzie jako Justa
- 2022: Miłość na pierwszą stronę jako strażniczka na komisariacie
- 2022: Gdzie diabeł nie może, tam baby pośle - tajemnice polskich fortun. Część 1 jako Krystyna Bączek
- 2022: Gdzie diabeł nie może, tam baby pośle - tajemnice polskich fortun. Część 2 jako Krystyna Bączek
- 2023: Tajemnice polskich fortun jako Krystyna Bączek
- 2023: Sługa narodu jako Małgosia, żona Kuby (odc. 12, 13)
- 2023: Swaci jako Natalia
- 2024: Game Over jako sekretarka prezesa
- 2024: Dalej Jazda! jako ekspedientka w butiku

## Publikacje
- Dominika Gwit, Moja droga do nowego życia, Wydawnictwo Muza 2016